# Prekariat

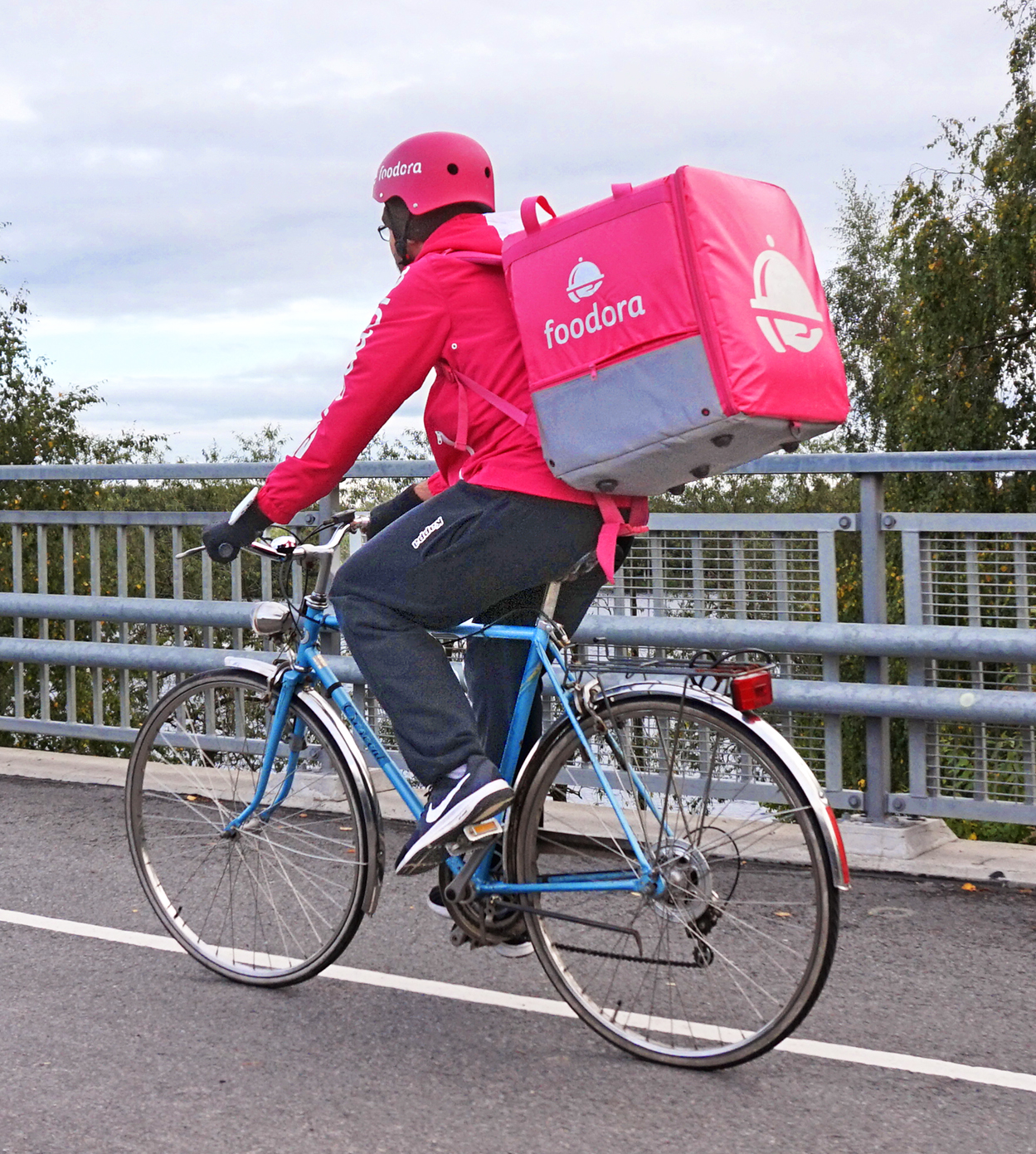
Ett cykelbud på Foodora som med osäkra arbetsvillkor transporterar mat från serveringar till kunder.

Prekariat är ett sociologiskt och ekonomiskt beskrivande begrepp för en grupp människor i samhället som på grund av osäkra anställningsförhållanden, ofta med låg och/eller varierande inkomst och ibland även brist på förmåner som sjukförsäkring, avsättning till framtida pension och betald semester, lever i ett tillstånd av oförutsägbarhet och osäkerhet, vilket kan påverka materiellt och psykiskt välbefinnande.
Termen populariserades av den brittiska ekonomen Guy Standing och är en sammansättning av termerna prekär och proletariat. Den populariserades i början av 2000-talet för att beskriva en samhällsklass som lever under osäkra arbets- och levnadsvillkor, ofta till följd av förändringar i den globala ekonomin och arbetsmarknaden.
Personer som ingår i prekariatet saknar ofta fasta anställningar, och kan i stället vara arbetslösa, egenanställda eller anställda under osäkra former (exempelvis på vikariat). Till begreppet hör också att möjligheterna till social rörlighet kan vara mycket små. Vissa menar att personer i prekariatet lider av avsaknad av yrkesidentitet och en känsla av osäkerhet inför framtiden, som grundar sig i bristen på anställningstrygghet och förmåner. För den del av prekariatet som arbetar med osäkra villkor genom digitala appar har det relaterade begreppet gigekonomi myntats.
Prekariatets uppkomst har kopplats samman med den nyliberala kapitalismen och inskränkningar av välfärdsstaten. Prekariatet har även kopplats till uppkomsten av populistiska rörelser under 2010-talet. Enligt Standing har de politiska rörelserna Podemos i Spanien och Syriza i Grekland sin grund i prekariatet.

## Termens ursprung
Termen prekariat myntades under 1960-talet i Frankrike och Italien av ordet prekär ("besvärlig situation") och med anspelning på proletariat. Det tangerar tidigare uttryck som underklass och trasproletariat. Termen används under 2000-talet ofta i tysk samhällsdebatt i samband med en fortsatt hög arbetslöshet och vissa arbetsmarknadsåtgärder med låga ersättningsnivåer och tveksamma framtidsutsikter.[källa behövs]

## Kännetecken
Prekariatet kännetecknas av låg anställningstrygghet och anställningar som ofta bara varar under en kort tid, och har under anställningen litet inflytande över arbetssituationen. Det finns en brist på trygghet från statliga förmåner. På grund av låga inkomstnivåer är det ofta svårt för medlemmar av prekariatet att försörja sig själv och sin familj. För prekära arbetare inom gigekonomin är det vanligt att arbetsgivaren kräver att arbetarna själva står för redskap, verktyg och fordon som krävs i arbetet.